# Celerena flavotogata
Celerena flavotogata là một loài bướm đêm trong họ Geometridae.